# Dan Tuohy
Pas d'image ? Cliquez ici

a Compétitions nationales et continentales officielles uniquement.

b Matchs officiels uniquement.
Dernière mise à jour le 2 juin 2020.
Daniel Mark Tuohy, né le 18 juin 1985 à Bristol, est un joueur international irlandais de rugby à XV évoluant au poste de deuxième ligne. Il joue avec l'équipe d'Irlande de 2010 à 2015.

## Biographie
Il dispute son premier test international le 12 juin 2010 contre la Nouvelle-Zélande et marque son premier essai peu après son entrée avant la fin de la première mi-temps.
Il s'engage le 8 mars 2018 avec le Stade français Paris jusqu'à la fin de la saison 2017-2018 en tant que joker médical de Brandon Nansen puis rejoint le RC Vannes à la fin de la saison. Il met un terme à sa carrière en 2020 alors qu'il a subi un contrôle positif aux anabolisants pendant un entraînement.

## Palmarès et statistiques

### en équipe nationale
- 11 sélections
- Tournoi des Six Nations disputés :  2014 (vainqueur).
- 1 essai marqué

### en club
- 2007-2008 :  Gloucester
- 2008-2009 :  Exeter
- 2009-2016 :  Ulster
- 2016-2018 :  Bristol Rugby
- 2018 : Stade français Paris
- 2018-2020 : RC Vannes